# Annals of the American Association of Geographers
Annals of the American Association of Geographers（アナールズ・オブ・ザ・アメリカン・アソシエーション・オブ・ジオグラファーズ、アメリカ地理学会年報）は、査読のある隔月刊の地理学の学術雑誌。略称はAnn. Am. Assoc. Geogr.またはAAAG。アメリカ地理学会（AAG）発足から7年後の1911年にラウトレッジがAAGに代わって創刊した。AAGはこのほかにThe Professional Geographerを公式に刊行している。The Professional Geographerは、AAAGに掲載されるような重厚な論文の前段階となるような短報やディスカッションなどを掲載する。
アメリカ合衆国を代表する地理学の学術雑誌であり、アメリカ地理学協会（AGS）の刊行するGeographical Reviewと双璧を成す。Geograpical Reviewが比較的自由な編集方針を取るのに対して、AAAGは「正統派」の雑誌である。Journal Citation Reportsによれば、2013年のインパクトファクターは2.088であり、カテゴリー「地理学」に含まれる76誌のうち第9位であった。2005年 - 2009年の平均インパクトファクターは5.02で地理学の雑誌としては第5位であった。人文地理学系主要8誌からの1論文あたりの平均引用数は8.08であり、主要雑誌間で相互に活発に引用されている。